# Chaotianmen-Yangtse-Brücke
Die Chaotianmen-Yangtse-Brücke (chinesisch 朝天门长江大桥, Pinyin Cháotiānmén Chángjiāng Dàqiáo), die den Jangtsekiang bei Chongqing in China überquert, war die Bogenbrücke mit der größten Spannweite der Welt bis zum 28. Dezember 2021, als die Dritte-Pingnan-Brücke mit einer Spannweite von 575 m eröffnet wurde.
Die Brücke wurde am 29. April 2009 für den Verkehr freigegeben. Sie liegt 1,2 km unterhalb der Mündung des Jialing Jiang in den Jangtse, wo der Ort Chaotianmen liegt. Sie hat eine Gesamtlänge von 1.741 m, wobei 932 m auf die Stahlkonstruktion entfallen, deren Mittelöffnung 552 m Spannweite aufweist. Das gesamte Projekt hat mit den Zufahrtsrampen eine Länge von 4,8 km.
Die zweistöckige Brücke trägt auf dem Oberdeck eine sechsspurige Straße mit zwei Gehwegen, auf dem Unterdeck eine vierspurige Straße, in deren Mittelstreifen Raum für die Verlängerung der Linie 6 der U-Bahn von Chongqing Rail Transit vorgesehen ist.